# Rietz-Neuendorf
Rietz-Neuendorf (szorb nyelven: Nowa Wjas pśi rěce) település Németországban, azon belül Brandenburgban. Lakosainak száma 4211 fő (2023. december 31.).

## Településrészek
Következő 14 településrészből áll:
- Ahrensdorf
- Alt Golm (Chółm)
- Behrensdorf (Baranojce)
- Birkholz (Bŕazowc)
- Buckow (Bukow)
- Drahendorf
- Glienicke (Glinki)
- Görzig (Górice)
- Groß Rietz (Rěc)
- Herzberg
- Neubrück (Nowy Most)
- Pfaffendorf (Popojce)
- Sauen (Sowjo)
- Wilmersdorf

## Népesség
A település népességének változása:
| Lakosok száma | 4232 | 4124 | 4108 | 4143 | 4164 | 4211 |
|               | 2010 | 2015 | 2020 | 2021 | 2022 | 2023 |